# Дубовачко-жутобрдска група
Дубовачко-жутобрдска група је културна група бронзаног доба, заступљена у јужном Банату, делу српског Подунавља и источној Србији.
У Румунији је ова група позната као Гирла Маре (Girla Mare), а у Бугарској Орсоа или Ново Село. Термин дубовачко-жутобрдска група увео је археолог Милутин Гарашанин.
Налази ове групе су врло рано ушли у европску археолошку литературу, због изузетне естетске вредности керамике и пластике. Крајем 19. века у Народни музеј у Београду стиже познати идол из Кличевца, који је уништен у бомбардовању Београда у 1. светском рату. О кличевачкој некрополи је писао Милоје Васић.
Дупљајска колица, такође чувени налаз ове културе, откривена су у периоду између два светска рата.

## Периодизација
Временски ова група припада периоду раног и средњег бронзаног доба, а једним делом и периодима БрД (по хронологији Д. Гарашанина) и Халштат А1.

## Локалитети
Локалитети ове културне групе су:
- Дубовац код Ковина,
- Жуто Брдо,
- Дупљаја,
- Орешац,
- Костол,
- Кличевац,
- Мала Врбица,
- Корбово,
- Велесница у источној Србији.

## Насеља
Насеља се налазе на речним терасама Дунава и притока и углавном су једнослојна. Нема поузданих података о облицима зграда.

## Сахрањивање
Практикована су оба ритуала сахрањивања: кремација (са урнама поклопљеним зделама) и инхумација (спорадично).
У гробовима поред урни често су налажене и друге керамичке посуде, негде и фигурине звонастог типа. 
Јављају се два типа урни:
- етажне са две или четири дршке
- крушколике са белом инкрустацијом

## Керамика
Керамика је фине фактуре, од добро пречишћене земље. Судови су глачани након печења.
Од облика, најчешћи су:
- биконичне урне са конкавним вратом и разгрнутим ободом које на трбуху имају четири наспрамно постављене ушице
- мање биконичне амфоре са цилиндричном ногом и двема ушицама
- дубоке зделе
- биконичне шоље са тракастом дршком која прелази обод
- двојне посуде

Орнамент је рађен оштрим и танким урезивањем са белом инкрустацијом и жигосањем. Мотиви су троуглови, концентрични кругови, ромбови, меандри, гирланде, симетрично распоређени.

## Пластика
Ова културна група се одликује богатом пластиком украшеном истим мотивима као керамика.
Најчешћи облици пластике су: 
- Антропоморфне фигурине су звонастог типа.

Већа пажња је посвећена декорацији одеће него лица.

## Најпознатији налази
Најпознатији налази ове групе су:
- Кличевачки идол — уништен у Првом светском рату.
- Колица из Дупљаје — оба сачувана примерка приказују божанство на колима која вуку барске птице. Божанство је мушког пола одевено у звонасту сукњу. Уз колица је нађен и глинени поклопац.

## Метални налази
Од металних налаза издвајају се секире.
Секире угарског типа су ретке, замењују их секире новог типа тзв. Келтови. Новина су копља са пламенастим врхом, српови, ножеви са кривим сечивом.